# Starigradská pláň
Starigradská pláň (chorvatsky Starogradsko polje, anglicky Stari Grad Plain) je starověká kulturní krajina na ostrově Hvar v Chorvatsku, kterou založili řečtí kolonisté z ostrova Paros ve 4. století před naším letopočtem. Do současnosti (21. století) je zde patrné rozdělení pozemků a pravoúhlá síť komunikací, která je nejrozsáhlejší památkou tohoto druhu ve středomoří. Území je nepřetržitě obděláváno déle než 24 století a jeho velikost je přibližně 6 × 2 kilometry a celková plocha je 1376 hektarů. Ochranné pásmo má rozlohu 6403 hektarů.
Starigradská pláň je kulturní památkou Chorvatska s číslem Z-3827. Je to také sedmá památka v Chorvatsku, která byla zapsána v roce 2008 na Seznam světových kulturních a přírodních památek UNESCO. Památka naplňuje tři kritéria ochrany:
- (ii) – představuje významný mezník v hodnotách člověka (v určité době nebo kulturním období) ve vývoji v architektuře, technice, umění či urbanismu,
- (iii) – je jedinečným důkazem o existující nebo už vymizelé civilizaci nebo kulturní tradici,
- (v) – je skvělou ukázkou určitého způsobu osidlování nebo způsobu využití půdy či moře, typického pro nějakou kulturu, zejména tam, kde hrozí poškození vnějšími či vnitřními vlivy, jejichž dopad by byl nevratný.[2]

## Historie

### Řecké osídlení
V roce 384 před naším letopočtem připluly k ostrovu Hvar lodě řeckých kolonistů z ostrova Paros. Na konci dnešního Starigradského zálivu kolonisté našli ideální přístav a nedaleko rozsáhlou rovinnou planinu, vhodnou k zemědělskému obdělávání. Důvody, proč kolonisté opustili původní bydliště nejsou známé. Uvažuje se o důvodech demografických (příliš mnoho obyvatel, které původní ostrov nedokázal uživit) nebo politických (politická emigrace).
Na ostrově Hvar v té době žilo ilyrské obyvatelstvo, které si Řekové násilím podrobili. Založili zde městský stát (polis), který pojmenovali po svém původním bydlišti Pharos (řecky). Stát sestával ze svého městského centra (Asti) a ze zemědělského okrsku východně (Chora Pharou – Xωρα Φαρου). Pláň byla rozdělena na obdélníkové pozemky o velikosti 5 × 1 stadií, tedy přibližně 900 × 180 metrů. Pozemky jsou orientovány ve směru východ – západ. Celkem zde bylo 73 takových parcel, nazývaných striga. Rozdělení pozemků prováděl zeměměřič pomocí nástroje groma. Mezi pozemky probíhá pravoúhlá síť cest, jednotlivé pozemky jsou ohraničeny zídkami, které jsou postaveny z kamenů bez pomoci malty. Při archeologických vykopávkách byly nalezeny hraniční kameny se jmény vlastníků. Nejstarší takový dochovaný kámen nese nápis „Pozemek Mathiose, syna Pytheova“ a je uchováván v muzeu v dominikánském klášteře ve Starém Gradu. Starověká pláň měla rozlohu 16,4 hektaru a pěstovalo se zde obilí, olivy a vinná réva. Pláň poskytovala dostatečnou úrodu, která zajistila obyvatelům obživu a ještě produkty pro obchod a vývoz.
Řekové neovládli celý ostrov a docházelo ke konfliktům s původním obyvatelstvem. Na okrajích pláně byly postaveny opevněné pozorovatelny (Glavica, Purkin kuk, Graščišće, Maslinovik), které měly zajistit včasné varování před případným útokem. Vlastní město bylo obehnáno kamennými hradbami.
Řecká polis měla vlastní řemeslnické dílny a razila vlastní bronzové mince. Odhaduje se, že rozloha města byla přibližně 10 hektarů a že zde žilo okolo 500 obyvatel.

### Římské osídlení
V roce 218 před naším letopočtem došlo ke druhé ilyrské válce. V roce 219 připlula římská armáda na Hvar. Místní vládce, Demetrios z Pharu (chorvatsky Demetrije Hvaranin, anglicky Demetrius of Pharos) očekával útok s dobře připravenou armádou. Římané ale použili lsti, kdy předstírali útok z moře, ale poté, co se Pharoské síly soustředily v přístavu, hlavní vojenská síla římské armády zaútočila z hor nad městem. Město bylo dobyto a Demetrios z Pharu uprchl do Makedonie. Pharos přešel pod římskou nadvládu. Město získalo název Pharia a zemědělská oblast byla nazvána Ager Pharensis. Původní pozemky byly rozděleny na menší části, na pláni bylo vybudováno několik římských venkovských vil (například Kupinovik, kde městský radní Caius Cornificius Carus postavil vilu, jejíž součástí byly i lisy na olej a na vinnou révu). Ze druhého století před naším letopočtem pocházejí i římské mozaiky, které byly nalezeny během archeologických průzkumů v ulici Srino Kola a v blízkosti dnešního kostela svatého Rocha.
V pátém století vzniklo na jihovýchodním okraji města první křesťanské shromaždiště. V šestém století zde vznikl první křesťanský kostel Panny Marie, který stál na místě dnešního kostela svatého Jana.

### Slovanské osídlení
Před desátým stoletím ostrov osídlily slovanské kmeny. Vládu nad ostrovem měli ale stále dalmatští Římané.

### Středověk
V raném středověku vznikly na jižní části pláně na úpatí hor obce Dol a Vrbanj, na východě vznikl v patnáctém století přístav Vrboska.
Město Pharos bylo Slovany nazýváno Huarra – Hvar. Ve městě vzniklo v roce 1147 biskupství, starigradská pláň pak byla pojmenována pláň svatého Štěpána (latinsky Campus Sancti Stephani). V roce 1278 bylo biskupství přemístěno do přístavu Hvar na jižním pobřeží ostrova. Aby bylo město odlišeno od tohoto přístavu, bylo nazýváno Stari Hvar a později Stari Grad (= Staré Město).
V roce 1331 byl vyhlášen Statut města Hvaru (chorvatsky Hvarski statut, anglicky Hvar Statute). V tomto dokumentu o čtyřech knihách a 193 kapitolách jsou rovněž popsány pole, cesty a hraniční zdi na starigradské pláni.

### 15. a 16. století
V této době převažuje na starigradské pláni vinařství. Rovněž se rozšířila pastva koz a ovcí.

### 17. až 19. století
Na pláni vznikají osady, které slouží k dočasnému ubytování lidí během sezónních prací. Dále se z této doby dochovaly trimy – chýše z kamenného zdiva bez použití malty, které jsou typické pro oblast jižní Dalmácie. Vývoz vína, olivového oleje a ryb dal vzniknout nové skupině obchodníků a námořníků, která se stala v 19. století významnou sociální skupinou obyvatelstva.

### 20. století
Na počátku 20. století došlo k velkým škodám na místních vinicích v důsledku napadení vinic révokazem. To mělo spolu s dalšími vlivy, jako byl pokles námořní dopravy a první světová válka, za následek emigraci tisíců obyvatel z ostrova, především do Ameriky.
Zbylé obyvatelstvo se přeorientovalo na turistický ruch a zemědělská činnost na pláni již nedosahovala minulých objemů.

## Zemědělské produkty

### Olivy a olivový olej
Olivivníky byly pěstovány na starigradské pláni od počátku řecké kolonizace v 4. století před Kristem. Nejstarší dochované kamenné lisy na olivy pocházejí z počátku římské vlády z přelomu 2. a 3. století před naším letopočtem. Olej byl skladován v keramických nádobách pithech (řecky πίθος, množné číslo: pithoi). Pro jeho transport pak byly používány amfory.
Pěstování oliv zanechalo stopy i v pomístních názvech, zhruba uprostřed pláně je vrch Maslinovik (chorvatsky maslina = oliva). V olivových hájích byly současně chovány kozy a ovce, kterým háje poskytovaly příjemný stín a potravu i během největších veder.
V minulosti byly pěstovány dva druhy oliv: oblica a drobnica, v současnosti jsou pěstovány i další moderní odrůdy oliv.

### Vinná réva
Vinnou révu začali na pláni pěstovat rovněž již řečtí kolonisté od 4. století před Kristem. Vinné hrozny a listy jsou rovněž oblíbeným motivem místních výtvarných děl a objevují se již na nalezených římských mozaikách stejně jako na raně křesťanských dílech z 5. a 6. století.
V 19. století se hvarské víno vyváželo do celého Rakousko-Uherska a do Francie a vinice pokrývaly většinu zemědělské plochy ostrova. V roce 1894 napadl místní vinice révokaz. Dříve, než se podařilo nahradit staré vinné odrůdy novými, odolnými, došlo k úpadku místních vinařství.
Na začátku 21. století je hlavní pěstovanou odrůdou červená réva plavac (obdoba americké odrůdy zinfandel či italského primitivo).

### Levandule
Typickým produktem ostrova byla rovněž levandule. Po zkáze vinic na přelomu 19. a 20. století začali zemědělci na bývalých vinicích pěstovat právě levanduli. Ještě v 70. létech 20. století byla levandule symbolem ostrova. Po opakovaných rozsáhlých požárech levandulových polí a po poklesu cen levandule koncem 20. století klesl rozsah pěstování této plodiny na minimum. Levandule a výrobky z ní zůstávají oblíbenými turistickými suvenýry.

## Památky na území Starigradské pláně

### Archeologické památky

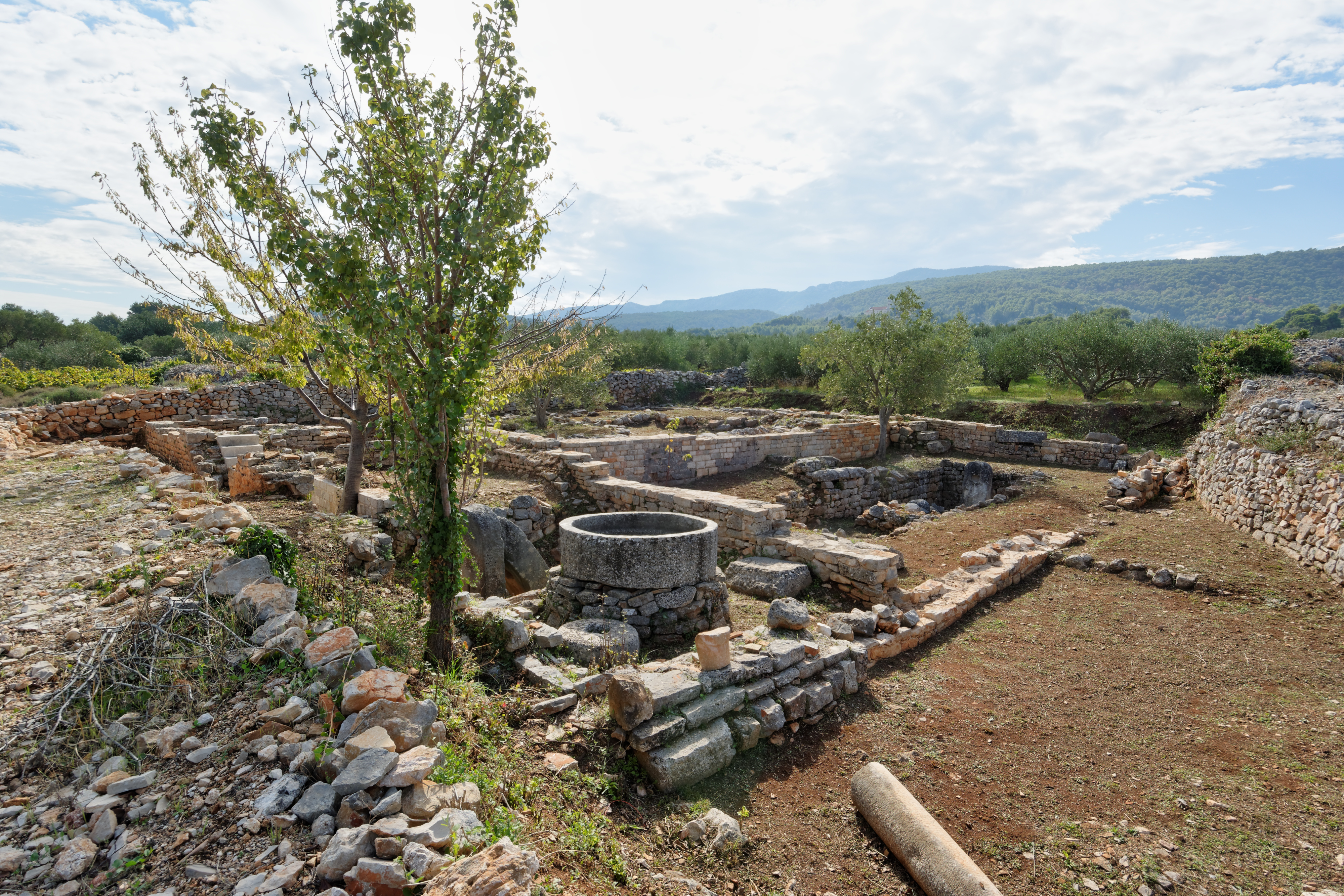
Archeologická lokalita Kupinovik – zbytky římské venkovské vily.

- Carevac
- Dračevica
- Glavica
- Graščišće
- Kaštilac
- Kupinovik
- Maslinovik
- Omphalos
- Purkin kuk
- Pharos

### Křesťanské památky
- Kostel svatého Jana (Stari Grad)

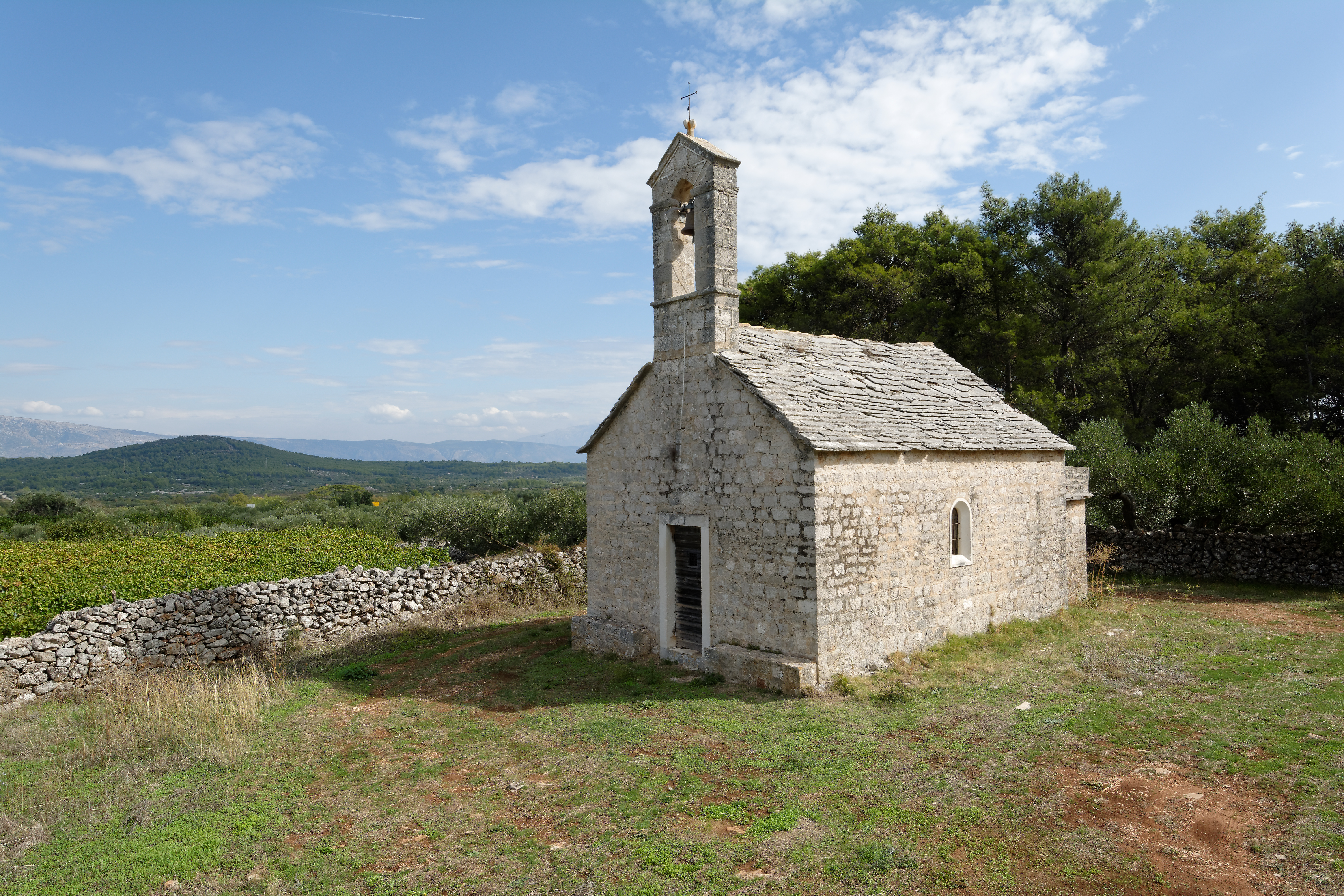
Kaple svatého Kosmy a Damiána u obce Vrbanj na jižím okraji pláně.

- Kaple svatých Kosmy a Damiána ve Vrbanji
- Kostel svatého Michaela v Dolu
- Opevněný kostel Milosrdné Panny Marie ve Vrbosce
- Kostel svaté Heleny
- Kostel svatého Michaela
- Kostel svatého Víta
- Dominikánský klášter svatého Petra mučedníka ve Starém Gradu
- Kaple Panny Marie
- Kaple Nejsvětějšího srdce Páně

### Národopisné památky
- Humac
- Maslinovik
- Rašnik

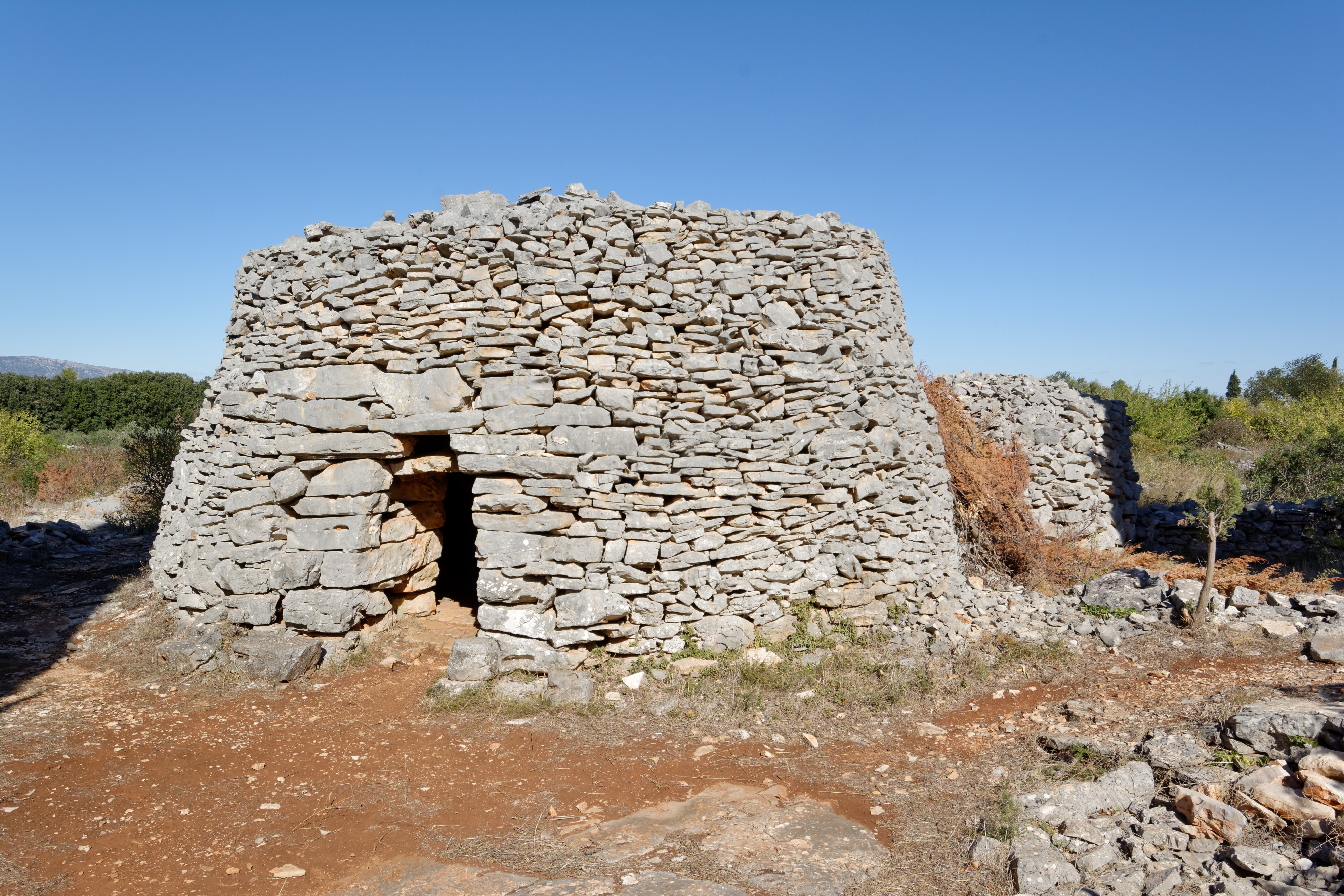
Velký trim na Starigradské pláni

- Trim – kruhová chýše či útulek před špatným počasím, postavený z kamenného zdiva bez použití malty.[7]
- Mlinica[3]

Se starigradskou plání souvisí i další památka – Mistrovské dílo ústního a nehmotného dědictví lidstva UNESCO: velikonoční pouť Za Križen, jejíž trasa vede mezi obcemi Jelsa, Pitve, Vrisnik, Svirče, Vrbanj a Vrboska přes území Starigradské pláně.

## Doprava

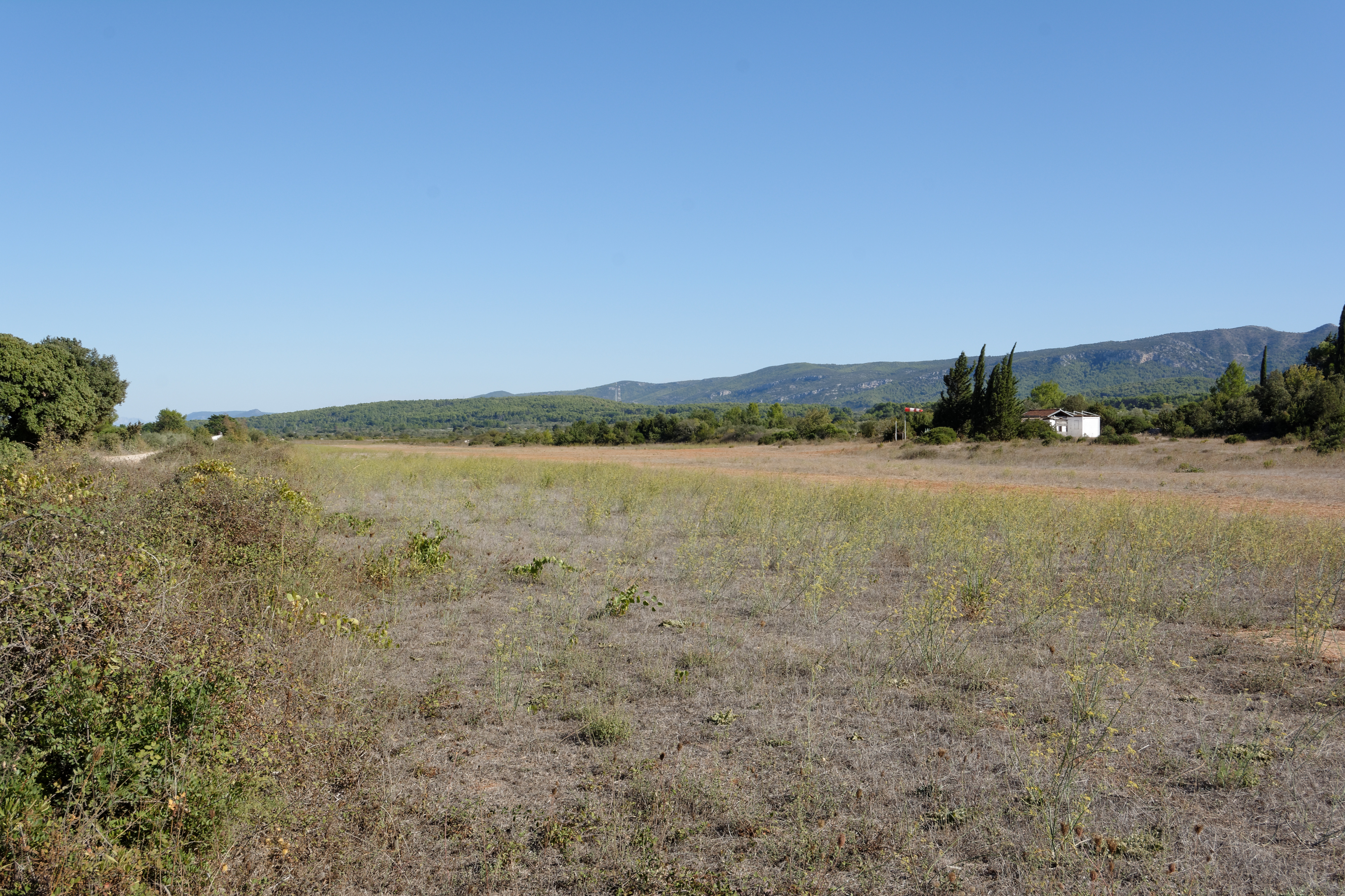
Sportovní letiště Hvar

### Silniční doprava
Na planině stále funguje původní síť starořeckých cest, která má pravoúhelníkovou strukturu, obvykle v rastru 5 x 5 stadií – tedy přibližně 900 x 900 metrů. Většina cest je štěrková, některé části jsou asfaltové.

### Cyklistické trasy
Přes pláň jsou vedeny dvě cyklistické trasy:
- trasa 704 Za UNESCO-m – trasa: Jelsa – Vrboska – Starogradsko polje – Dol – Vrbanj – Jelsa, délka: 22,7 km, převýšení: 329 m.[9]
- trasa 705 Kroz Dračevicu – trasa: Vrboska – Basina – Starogradsko polje – Vrboska, délka: 16,3 km, převýšení: 180 m.[10]

### Letecká doprava
Na Starigradské pláni se nachází letiště pro sportovní letadla (Hvar Airport, ICAO kód: LDSH), jediné letiště na ostrově.

## Zajímavosti
Řecké osídlení Pharosu proběhlo ve stejném roce, kdy se narodil filosof Aristoteles.